# East Anton
East Anton – wieś w Anglii, w hrabstwie Hampshire, w dystrykcie Test Valley. Leży 19 km na północ od miasta Winchester i 97 km na zachód od Londynu.